# 第一代文斯利代爾男爵詹姆士·帕克
詹姆士·帕克，第一代文斯利代爾男爵，PC（James Parke, 1st Baron Wensleydale，1782年3月22日—1868年2月25日），1828年至1856年間稱為詹姆士·帕克爵士（Sir James Parke），英國資深法官，1813年起任執業大律師，1828年至1834年出任皇座法院副按察司，1834年起任財務法院法官逾22年。
在1856年1月，他獲政府授予終身貴族爵位，以便到上議院擔任上院法官，但上院以爵位並非世襲為理由，拒絕承認其上院議員資格。幾經爭論，政府在同年7月再向他授予世襲貴族爵位，事件才告平息。他的任命風波進一步觸發19世紀中期的上議院司法改革。

## 生平

### 早年生涯
文斯利代爾勳爵本名詹姆士·帕克，1782年3月22日生於利物浦海菲爾德（Highfield），為托馬斯·帕克（Thomas Parke，？－1819年）的幼子，母親安妮·普雷斯頓（Ann Preston）為威廉·普雷斯頓（William Preston）的女兒。 帕克幼時就讀於麥克爾斯菲爾德文法學校（Macclesfield Grammar School，後改稱英皇學校），1799年10月入讀劍橋大學三一學院。
帕克在大學內表現優異，除了於1800年考獲克雷文獎學金（Craven Scholarship），亦曾獲頒發威廉·布朗爵士金章（Sir William Browne's Gold Medal）。 他後於1803年獲文學士學位畢業，同時在數學優等考試中名列第五（Fifth Wrangler），以及獲頒資深校監獎章（Senior Chancellor's Medallist）。 他日後分別於1806年及1835年先後獲母校頒授文學碩士及法學博士學位。 帕克畢業後一度定居劍橋，並於1804年獲公開選為三一學院院士。 後來他前往倫敦發展，擔任訴狀草擬人（special pleader）。

### 司法生涯
在1813年，帕克於內殿考獲執業大律師資格，及後主要於北方巡迴裁判區執業。雖然帕克考取大律師資格時已經31歲，但憑藉在庭上表現穩定、發言扼要清晰、掌握案件重點等優勢，令他很快備受賞識，再加上他收費相對廉宜，所以經常受託出庭。 在1820年，他有份表態反對政府計劃引入草案，容許剛剛登位的喬治四世與王后卡羅琳離婚，但事件對其前途未有構成很大影響。
帕克未曾獲賜予御用大律師銜，亦未曾參與下院選舉。直到1828年，仍然身為初級大律師的他，卻獲英廷破格委任為皇座法院（Court of King's Bench）其中一位副按察司（Puisne Judge），以接替喬治·何洛伊德爵士（Sir George Holroyd），同年12月1日復獲英皇喬治四世封為下級勳位爵士。 在1833年8月16日，帕克又獲委為樞密院顧問官，以協助新成立的樞密院司法委員會審理海外上訴案件， 翌年，他離開皇座法院，正式轉到財務法院（Court of Exchequer）擔任法官。
帕克在財務法院前後任職近22年，他熟知法律程序，經驗豐富，辦案能力備受坊間讚揚。 惟政府後來於1854年及1855年制定《普通法程序法案》（Common Law Procedure Act）時，帕克被指立場過份保守，結果促使他在1855年年底宣佈退休。 儘管如此，當時政府卻十分賞識帕克的才能，希望他能夠加入上院協助審案。時任英揆巴麥尊勳爵遂於1855年12月邀請帕克擔任上院法官，並於1856年1月16日向他授予終身貴族爵位，是為約克郡北瑞丁文斯利代爾的文斯利代爾男爵（Baron Wensleydale, of Wensleydale in the North Riding of the County of York），以便他能夠取得上議院議席，參與司法案件聆訊。
可是，成為文斯利代爾勳爵後，上院特權委員會卻以爵位並非世襲為理由，投票拒絕承認其上院議員身份。 政府與上院就事件幾經爭論不果，最後決定讓步，於1856年7月23日再向他授予另一世襲爵位，是為蘭卡斯特伯爵領地內沃爾頓的文斯利代爾男爵（Baron Wensleydale, of Walton in the County Palatine of Lancaster），他的上院議員資格這才獲上院確認。
文斯利代爾勳爵的任命風波引起輿論要求改革上議院的司法架構，到1876年，國會通過法案，為上院創設常任上訴法官一職。此後，常任上訴法官一經政府授予終身男爵爵位，仍具資格成為上院議員，以處理司法聆訊事宜。

### 晚年
文斯利代爾勳爵晚年活躍參與上院及樞密院的上訴案件聆訊，他在1868年2月25日卒於貝德福德郡安特山園（Ampthill Park）家中，終年85歲，遺體葬於安特山教堂（Ampthill Church）。 由於他死時沒有遺下子嗣，所以其世襲爵位因無人繼承而繼絕。

## 家庭
文斯利代爾勳爵在1817年娶塞西莉亞·巴羅（Cecilia Barlow，約1794年－1879年5月10日）為妻。 塞西莉亞的父親為塞穆爾·P·巴羅（Samuel P Barlow），一家來自約克郡的米德爾村（Middlethorpe）。文斯利代爾勳爵夫婦共生有三名兒子和三名女兒，但只有一名女兒活下，並較父親遲去世。由於文斯利代爾勳爵在1856年獲封世襲男爵時，三名兒子已不在人世，所以當時已預知爵位會在他逝世時斷絕。 至於他的三名女兒分別是：
- 瑪麗·帕克（Mary Parke，？－1843年8月26日）：嫁給第六代卡萊爾伯爵之子查爾斯·霍華德閣下，是第九代卡萊爾伯爵之生母。
- 塞西莉亞·安妮·帕克（Cecilia Ann Parke[9]，？－1845年4月20日）：嫁給馬修·雷德利爵士，是第一代雷德利子爵之生母。
- 夏洛特·愛麗斯·帕克（Charlotte Alice Parke，？－1908年1月5日）：嫁給第一代朗斯代爾伯爵之孫威廉·勞瑟。

## 榮譽

### 殊勳
- Kt. （1828年12月1日[10]）
- P.C. （1833年8月16日[11]）
- 終身貴族 （1856年1月16日[12]）
- 世襲貴族 （1856年7月23日[12]）

### 一般頭銜
- 詹姆士·帕克 （1782年3月22日－1828年12月1日）
- 詹姆士·帕克爵士 （1828年12月1日－1833年8月16日）
- 詹姆士·帕克爵士閣下 （1833年8月16日－1856年1月16日）
- 文斯利代爾勳爵閣下 （1856年1月16日－1868年2月25日）

## 注腳
1. ↑  亦作「Anne Preston」
2. 1 2 3 4 5 6 7 8 9 10 11  "Obituary Memoirs - Lord Wensleydale", The Gentleman's Magazine Vol. 224. London: Bradbury, Evans & Co., 11 Bouverie Street, 1868.
3. 1 2 3 4 5  "James Parke, Baron Wensleydale", Encyclopædia Britannica, 1911.
4. 1 2  Venn, J. & J. A., "Parke, James", Alumni Cantabrigienses. Cambridge University Press, 10 vols, 1922–1958
5. 1 2  "WENSLEYDALE (Baron), THE Right Hon. JAMES PARKE", Men of The Time: A Dictionary of Contemporaries Containing Biographical Notes of Eminent Characters of Both Sexes Seventh Edition. London: George Routledge and Sons, 1868.
6. 1 2 3  Dymond, Glenn, The Appellate Jurisdiction of the House of Lords, London: House of Lords Library, 2007.
7. 1 2  "Obituary - The Late Lord Wensleydale", The Irish Law Times Vol. 2. Dublin: John Falconer, 53 Upper Sackville Street, 1868.
8. 1 2  "James Parke, 1st Baron Wensleydale of Walton", thePeerage.com, retrieved on 16 October 2009.
9. ↑  亦作「Cecilia Anne Parke」
10. ↑  Bulletins of State Intelligence. London: R G Clarke, Cannon-Row, Westminster. 1828.
11. ↑  "PRIVY COUNSELLORS 1679 - 1835", Leigh Rayment's Peerage Page, retrieved on 16 October 2009.
12. 1 2  "WENSLEYDALE", Leigh Rayment's Peerage Page, retrieved on 16 October 2009.

## 外部連結
- WENSLEYDALE (Baron), THE Right Hon. JAMES PARKE

| 聯合王國貴族爵位 | 聯合王國貴族爵位             | 聯合王國貴族爵位 |
| ---------------- | ---------------------------- | ---------------- |
| 前任： 新創設    | 文斯利代爾男爵 1856年–1868年 | 繼任： 斷絕      |